# Feed the Machine
Feed the Machine (en español Alimenta la máquina) es el noveno álbum de estudio de la banda de rock canadiense Nickelback. Fue lanzado el 16 de junio de 2017 a través del sello discográfico BMG. El primer sencillo es Feed the Machine, el cual fue lanzado el 1 de febrero de 2017.

## Antecedentes
Tras el lanzamiento de su álbum anterior, No Fixed Address, en 2014, la banda canceló la mayoría de sus giras debido a que Chad Kroeger necesitaba someterse a una cirugía para extirpar un quiste en su cuerda vocal. La banda posteriormente se empantanó en batallas legales relacionadas con la cancelación de la gira.
El álbum fue lanzado el 16 de junio de 2017. Poco después del lanzamiento del álbum, la banda comenzó una gira por 44 ciudades el 23 de junio de 2017 en América del Norte, acompañados por Daughtry, Shaman's Harvest y Cheap Trick como actos de apoyo.

## Lista de canciones
La lista de canciones fue lanzado el 16 de junio de 2017.

| N.º | Título                                | Escritor(es)                                            | Productor(es) | Duración |  |
| 1.  | «Feed the Machine»                    | Chad Kroeger Ryan Peake Mike Kroeger Daniel Adair       |               | 5:02     |  |
| 2.  | «Coin for the Ferryman»               | C. Kroeger                                              |               | 4:50     |  |
| 3.  | «Song on Fire»                        | C. Kroeger Peake Hayley Warner Steph Jones Ryan Spraker |               | 3:50     |  |
| 4.  | «Must Be Nice»                        | C. Kroeger                                              |               | 3:42     |  |
| 5.  | «After the Rain»                      | C. Kroeger Ali Tamposi                                  |               | 3:34     |  |
| 6.  | «For the River»                       | C. Kroeger                                              |               | 3:28     |  |
| 7.  | «Home»                                | C. Kroeger                                              |               | 3:52     |  |
| 8.  | «The Betrayal (Act III)»              | C. Kroeger Peake Daniel Adair                           |               | 4:20     |  |
| 9.  | «Silent Majority»                     | C. Kroeger Peake                                        |               | 3:52     |  |
| 10. | «Every Time We're Together»           | C. Kroeger Joe Nichols                                  |               | 3:52     |  |
| 11. | «The Betrayal (Act I)» (instrumental) | Peake                                                   |               | 2:42     |  |

## Posicionamiento en lista
| Lista (2017)                            | Mejor posición |
| --------------------------------------- | -------------- |
| Australia (ARIA)                        | 3              |
| Austria (Ö3 Austria)                    | 4              |
| Bélgica (Ultratop flamenca)             | 16             |
| Bélgica (Ultratop valona)               | 43             |
| Canadá (Billboard Canadian Albums)      | 2              |
| República Checa (ČNS IFPI)              | 7              |
| Dinamarca (Hitlisten)                   | 21             |
| Países Bajos (Album Top 100)            | 16             |
| Finlandia (Suomen Virallinen Lista)     | 18             |
| Francia (SNEP)                          | 85             |
| Alemania (Media Control Charts)         | 6              |
| Hungría (MAHASZ)                        | 25             |
| Irlanda (IRMA)                          | 57             |
| Italian Albums (FIMI)                   | 12             |
| New Zealand Albums (RMNZ)               | 4              |
| Noruega (VG-lista)                      | 10             |
| Polonia (ZPAV)                          | 18             |
| Escocia (Scottish Albums Chart)         | 3              |
| Spanish Albums (PROMUSICAE)             | 32             |
| Swedish Albums (Sverigetopplistan)      | 6              |
| Suiza (Schweizer Hitparade)             | 2              |
| Reino Unido (UK Albums Chart)           | 3              |
| Reino Unido (UK Rock & Metal Albums)    | 2              |
| Estados Unidos (Billboard 200)          | 5              |
| Estados Unidos (Independent Albums)     | 2              |
| Estados Unidos (Top Alternative Albums) | 2              |
| Estados Unidos (Top Hard Rock Albums)   | 1              |
| Estados Unidos (Top Rock Albums)        | 2              |